# Alexandru Iliuciuc
Alexandru Iliuciuc (n. 28 august 1977, Râmnicu Vâlcea) este un fost portar român de fotbal.

## Palmares
A jucat pentru echipele:
- Constant Galați (1994-1995)
- Dunărea Galați (1995-1997)
- Ceahlăul Piatra Neamț (1996-1998)
- Dunărea Galați (1997-1999)
- Farul Constanța (1998-2001)
- Poiana Câmpina (2000-2001)
- Dinamo București (2001-2002)
- Poiana Câmpina (2001-2002)
- Oțelul Galați (2002-2003)
- UTA Arad (2003-2004)
- Poiana Câmpina (2003-2004)
- Petrolul Ploiești (2004-2005)
- Jiul Petroșani (2004-2006)
- Gloria Buzău (2005-2006)
- CF Brăila (2006-2007)
- Arieșul Turda (2006-2008)
- FC "1 Decembrie" (2007-2008)